# Schaatspak

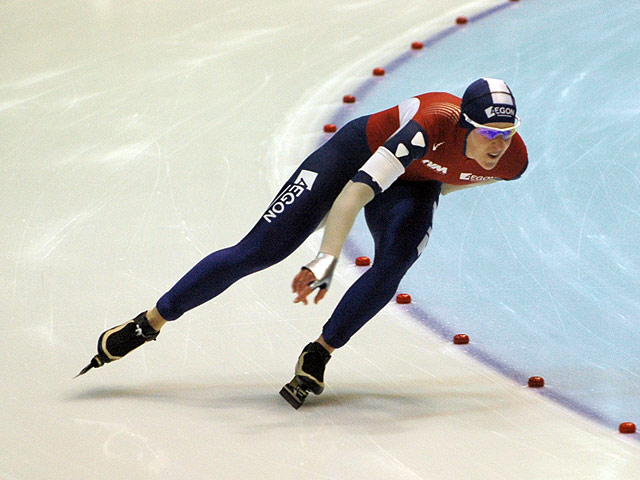
Ireen Wüst in schaatspak

Een schaatspak is een aerodynamisch stuk sportkleding dat bij het schaatsen wordt gedragen. Een schaatspak sluit zich om de romp, de armen (tot de polsen of tot en met de knokkels van de hand) en de benen (tot de enkels).

## Intrede van het schaatspak
Het schaatspak zoals dat thans gedragen wordt, deed zijn intrede in de professionele schaatssport zo rond de jaren 60 à 70. In die tijd reed het voltallige deelnemersveld in schaatswedstrijden nog rond in winterkleding, al dan niet getooid met een ijsmuts. Franz Krienbühl introduceerde in 1974 het strakke aerodynamisch schaatspak. Hij werd aanvankelijk uitgelachen, totdat men ontdekte dat er met een aangepast schaatspak wel degelijk sneller kon worden gereden. De rest van het deelnemersveld volgde al gauw.
Nadat aerodynamica als een steeds belangrijkere factor in de schaatssport werd beschouwd, is er veel tijd en geld ingestoken om de pakken sneller en comfortabeler te maken. Meer nog dan de wrijving van de schaatsen is de luchtwrijving een belangrijke factor, de luchtwrijving maakt zo'n 70 tot 80% uit van de totale wrijving. Op de Olympische Spelen van 1998 in Nagano kwam de introductie van de strips, die boven het hoofd op de pakken werden geplaatst. Onderzoek naar deze strips werd (onder meer) uitgevoerd door TNO en de Technische Universiteit Delft. In het testen van de strips werd onder meer geparticipeerd door de aan deze universiteit werkzame AIO Marnix ten Kortenaar.

## Problemen
De pakken bestaan uit verschillende stoffen die elk op een andere manier de aerodynamica moeten bevorderen. De tweede generatie Nike Swift Skin pakken van de Spelen van 2006 bestaan uit zes verschillende materialen om dit doel te bewerkstelligen.
De introductie van dit nieuwe pak tijdens het EK Allround 2006 in Hamar deed veel stof opwaaien. De verschillende schaatsers die de pakken moesten dragen, waren er niet blij mee. Een uiteindelijke verklaring van Nike luidde dat door een productiefout een laag op de onderbenen binnenstebuiten aangebracht was. In ieder geval de Noren en de Nederlanders weigerden om de nieuwe pakken te dragen, en verschenen uiteindelijk in de eerste generatie pakken van Nike op de baan zoals gebruikt sinds de Spelen van 2002. De namen van de sponsors waren er provisorisch in de gauwigheid nog even snel opgestreken.
Een nieuw probleem deed zich voor bij het ingaan van seizoen 2008/2009. In de aanloop naar de NK Afstanden bleken sommige schaatsers niet in het pak te passen en was sponsor Aegon ontevreden over de kleuren van de kleding.

## Schaatspakmerken
merk: land(en)
- Bio-Racer: Australië
- Bosco Sport: Rusland
- Craft:  Nederland, Noorwegen, Polen, Roemenië, Spanje,
- K4SPEED: Kazachstan, Wit-Rusland
- Descente: Canada, China
- Forte: Denemarken, Finland, Frankrijk, Letland, Mongolië, Nieuw-Zeeland, Oostenrijk, Verenigd Koninkrijk, Zwitserland
- Hunter: Oekraïne
- Jaked: Italië
- Lorini: Zweden
- Mizuno: Duitsland, Japan
- Nike: Verenigde Staten, Zuid-Korea
- Nordblanc: Tsjechië
- Kleim: Nederland

Sommige schaatspakfabrikanten leveren pakken onder andere en verschillende merknamen. Zo fabriceert het Nederlandse bedrijf Sportconfex o.a. schaatspakken voor Craft.